# Guanciale
Guancialeⓘ [ɡwan.ˈtʃa.le] – specjalność kuchni włoskiej, rodzaj dojrzewającej wędliny; krótko peklowany policzek wieprzowy lub podgardle.
Podgardle świni pekluje się przez 3-4 tygodnie w soli, cukrze i innych przyprawach. Guanciale cechuje się znacznie wyższą zawartością tłuszczu w porównaniu do pancetty. Ma też bardziej delikatną strukturę.
Słowo guanciale oznacza w języku włoskim poduszkę (guancia = policzek).
Guanciale jest wykorzystywane m.in. do przygotowania carbonary.

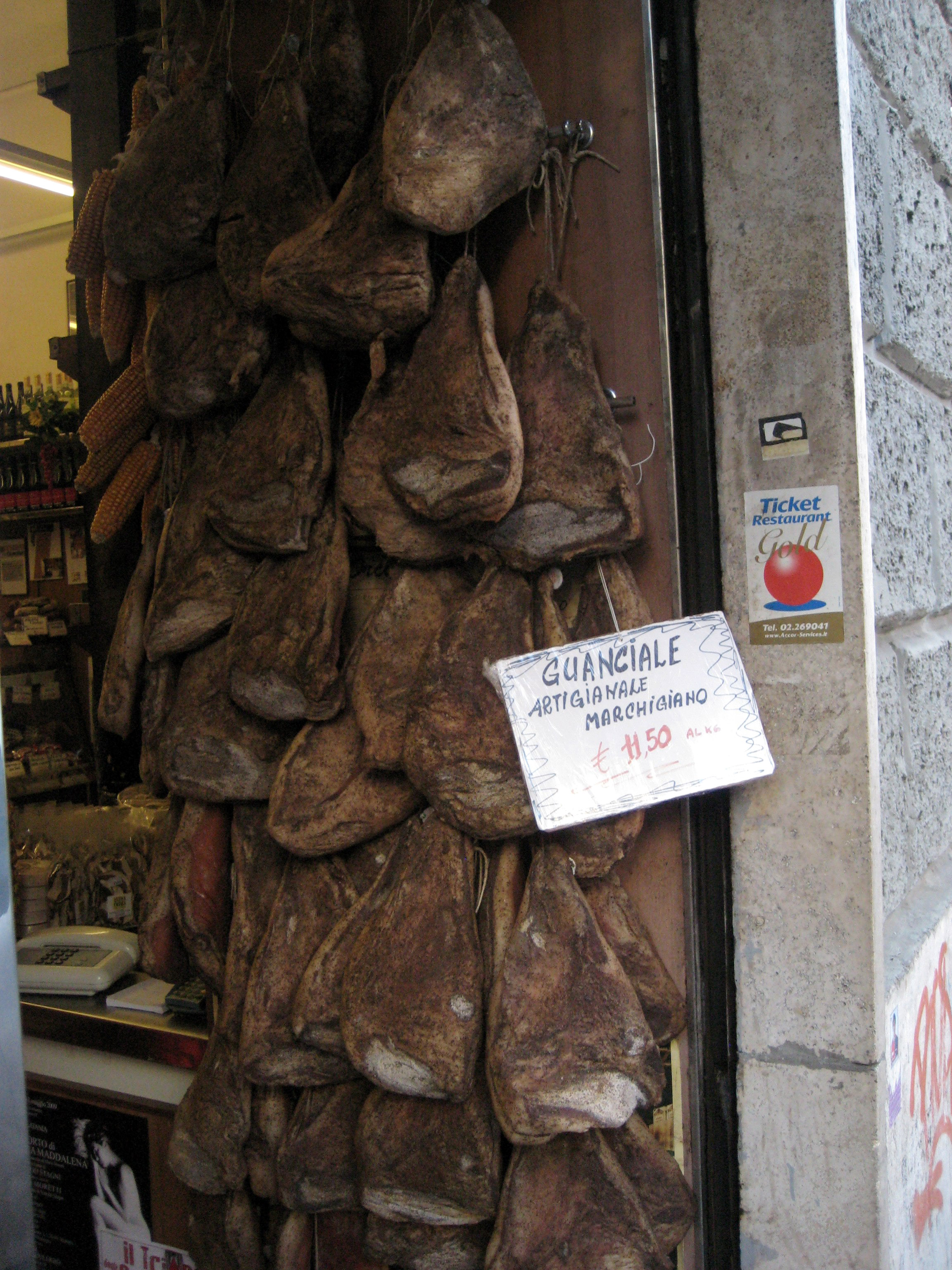
Kawałki guanciale wystawione w rzymskim sklepie mięsnym
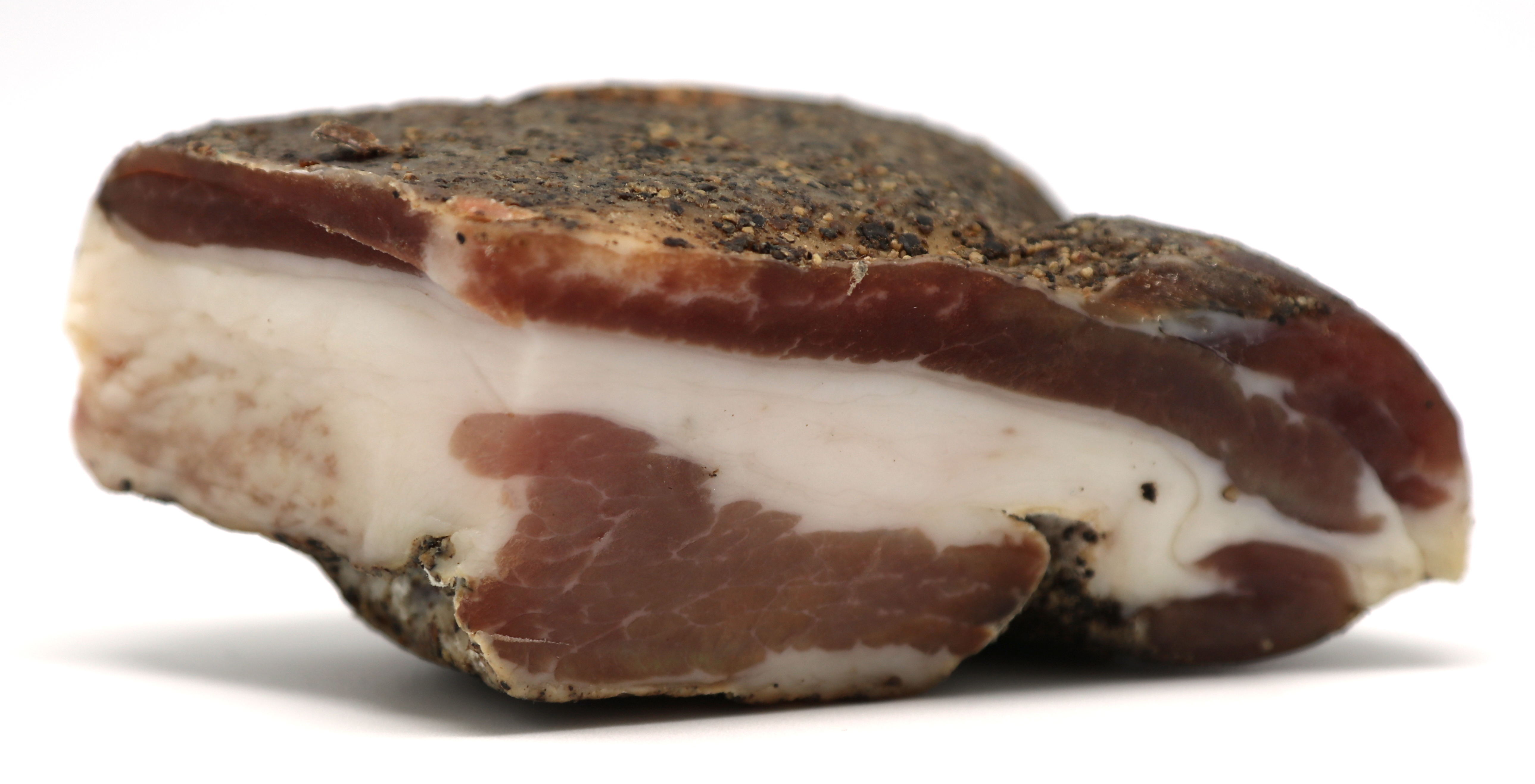
Guanciale
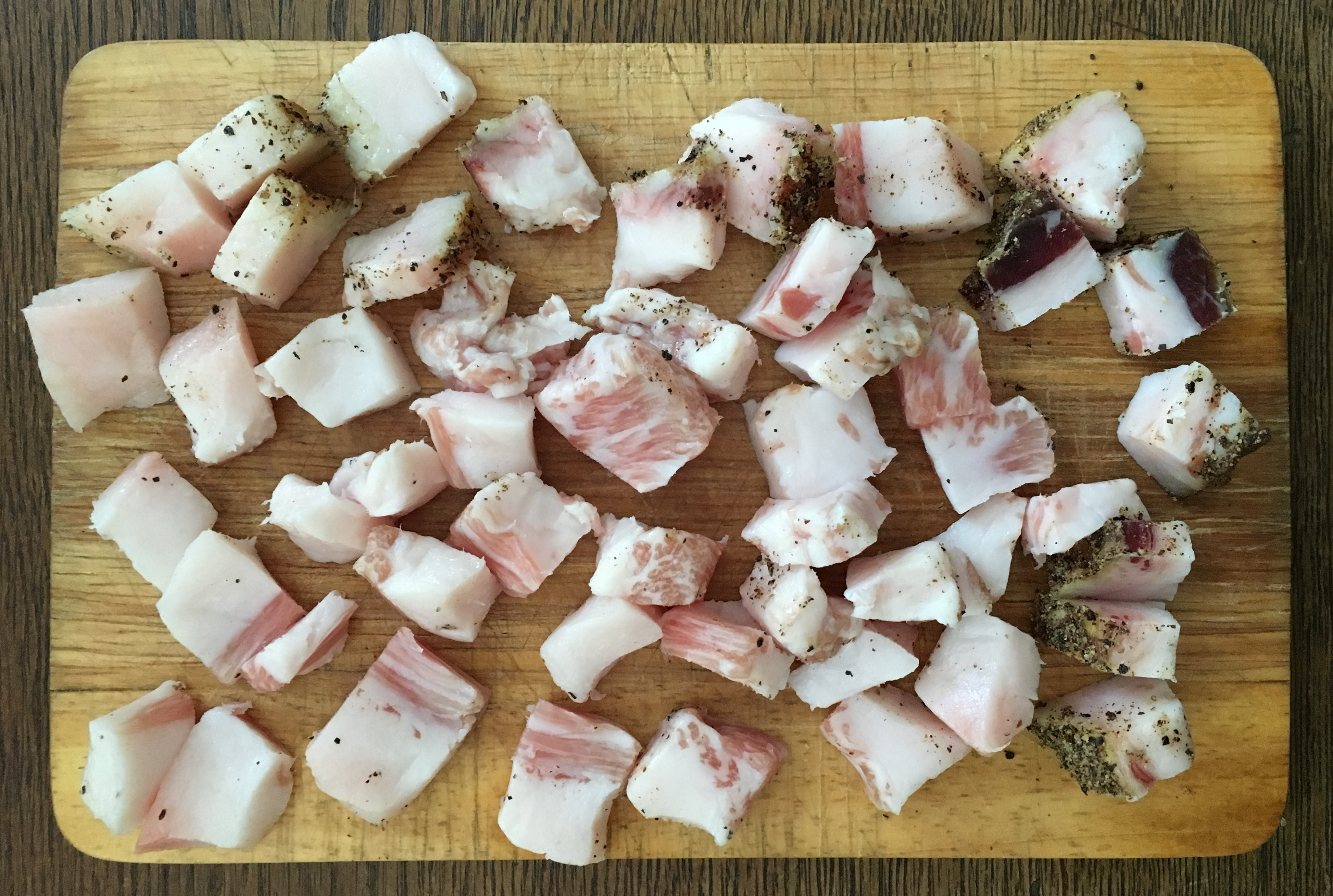
Pokrojone guanciale